# Christophorus 4
Christophorus 4 ist die Bezeichnung für den Standort eines Notarzthubschraubers des Christophorus Flugrettungsvereins unter dem Dach des Österreichischen Automobil-, Motorrad- und Touring Clubs.
Der zunächst testweise Betrieb des zu diesem Zeitpunkt als Christophorus 1a bezeichneten Hubschrauberstützpunktes wurde am 10. Dezember 1985 auf den Wunsch der Bürgermeister des Bezirks Kitzbühel aufgenommen. 1986 ging er unter dem Namen Christophorus 4 in den Vollbetrieb. Der Hubschrauber war im Sommerhalbjahr am Bezirkskrankenhaus St. Johann in Tirol stationiert und wechselte im Winterhalbjahr an das Krankenhaus Kitzbühel. Dieses stellt heute das ärztliche Personal für den Hubschrauber. Am 24. Juni 1988 wurde ihm durch Papst Johannes Paul II. der kirchliche Segen erteilt. 1994 und 1997 wurden an den beiden Standorten eigene Hangars für den Hubschrauber gebaut.
Ab 2008 war der Hubschrauber ganzjährig in Kitzbühel stationiert. Ende 2011 erfolgte der Umzug zum neuen Standort in Reith bei Kitzbühel, nachdem das Krankenhaus Kitzbühel einen neuen Besitzer bekommen hatte.
Die tägliche Einsatzbereitschaft dauert von 7 Uhr bis zu dem Ende der bürgerlichen Abenddämmerung. Die Einsatzzahlen belaufen sich auf etwa 800 bis 1000 pro Jahr. Die Alarmierung des Hubschraubers erfolgt primär durch die Leitstelle Tirol.
Die eingesetzte Maschine des Typs H135 wird aus dem Flottenpool des Christophorus Flugrettungsvereins gestellt und wird je nach Wartungsbedarf regelmäßig durch eine andere baugleiche Maschine ersetzt.

## Zwischenfälle
Am 5. Juni 1999 kam es in Ellmau im Bereich der Hartkaiserbahn zu einem Unfall. Der Christophorus 4 – damals ein Hubschrauber des Typs Écureuil N 355 – geriet bei einem Landeanflug in eine Starkstromleitung der Österreichischen Bundesbahnen und stürzte auf ein zu diesem Zeitpunkt leerstehendes Wohnhaus. Die Maschine brannte vollständig aus. Der an Bord befindliche Notarzt wurde schwerst verletzt und verstarb zwölf Tage später am 17. Juni 1999. Zwei weitere Personen erlitten leichte Verletzungen.